# Kérdezze! orvosát, gyógyszerészét...
A Kérdezze! orvosát, gyógyszerészét… 2012 júniusa óta Magyarországon kéthavonta megjelenő egészségügyi magazin.

## Története
A „Kérdezze Orvosát, Gyógyszerészét” című egészség-témájú információs magazin első száma 2013 júniusában jelent meg. Az alapítók azt a célt tűzték ki célul, hogy egészségről, egészségtudatos életmódról, betegségről és gyógymódokról, gyógyszerekről és gyógyászati készítményekről nyújtanak hiteles tájékoztatást. A magazin szakmai támogató szervei a Magángyógyszerészek Országos Szövetsége és a Magánorvosok Országos Szövetsége. Az orvos újságíróink a betegség szakértőiként, a gyógyszerész szerkesztők a gyógyszerek szakértőiként segítenek cikkeikkel eligazodni nemcsak a betegségek és gyógymódok, de az jelenlegi magyar egészségügyi témájú hírekben, információáramban is.
A kéthavonta megjelenő egészségügyi magazin döntően tematikus kiadvány, és egy-egy betegségcsoportot körbejárva informálja az egészségtudatos olvasót.

## Arculat
Borítóján mindig egy teljes oldalas kép található, mely utal arra, hogy milyen témát dolgoz fel az aktuális szám.
A magazin állandó rovatai közé tartozik: a Gyógyszerekről, a Betegségekről érthetően, a Rövid hírek, az Életmód, és a Kalendárium, Kérdezzen, válaszolunk, illetve a Jogász válaszol rovatok. A számokban találhatunk egy-egy vezető interjút is, melynek témája a szám tematikájához igazodik. Ezeket egészítik ki a tematikába illő, alkalmi rovatok.

## Internetes kiadás
A lap 2013. január elejétől önálló internetes kiadással, a kerdezze.hu-val bővítette szolgáltatását. A portálnak három nagyobb, rendszeresen frissülő rovata van: a Hírek, a Kalendárium és a Betegségről érthetően. Az egészségügyi híreket és információkat kategorizálják.